# Deuteronomos angulifera
Deuteronomos angulifera är en fjärilsart som beskrevs av Demaison 1918. Deuteronomos angulifera ingår i släktet Deuteronomos och familjen mätare. Inga underarter finns listade i Catalogue of Life.